# G.I. Joe

Оригинальная линейка фигурок 1964 года

«Солдат Джо» или G.I. Joe — серия экшен-фигурок солдат производства компании Hasbro; первые в мире игрушки, которые были названы экшен-фигурками.

## История
Термин G.I. является аббревиатурой от Government Issued (что на американском военном жаргоне означает «выпущено правительством»); ещё до появления фигурок это словосочетание стало общим термином для обозначения любых американских солдат, особенно сухопутных войск, а также для различных предметов их экипировки. Товарный знак G.I. Joe был использован Hasbro в названии двух различных линий игрушек. Первая из них — это оригинальные 12-дюймовые (около 30 см) фигурки, линия по производству которых стартовала в 1964 году; они представляют собой максимально реалистичные фигурки, изображающие солдат. В Великобритании эта линия получила лицензию от Palitoy и известна как Action Man (Экшн мэн).
Первоначально линия была представлена всего четырьмя разными фигурками, изображавшими представителей различных родов войск США: Action Soldier (сухопутные войска), Action Sailor (военно-морской флот), Action Pilot (военно-воздушные силы), Action Marine (корпус морской пехоты); затем была выпущена серия Action Nurse (медсёстры). Развитие линии привело к появлению термина «экшен-фигурка» (англ. «Action Figure») — это слово придумали маркетологи компании Hasbro специально для линии G.I. Joe, а когда подобные игрушки стали производить другие компании, их стали называть так же.
На протяжении десятилетий дизайн игрушек менялся. Например, после завершения войны во Вьетнаме их дизайн стал менее «милитаризированным» и базируемым в большей степени на фантастике (на упаковках многих игрушек 1970-х годов была показана борьба солдат с пришельцами из космоса). В 1982 году «классическая» линия была возобновлена: фигурки теперь были 3-дюймовыми; в комплекте с ними можно было приобрести транспортные средства и различные предметы снаряжения (существовало более 250 различных предметов и транспортных средств), также выпускались игровые наборы; для увеличения интереса к фигуркам была придумана сложная история противостояния между командой G.I. Joe (представлявшей страны НАТО и «свободный мир») и командой антагонистов под названием Cobra, которая стремится захватить свободный мир через террористические атаки. Поскольку американская линия превратилась в серию Real American Hero, Action Man также изменилась, будучи переименованной в Action Force с тем же, что и в американской, изменением фигурок. Хотя члены команды G.I. Joe не являются супергероями, все они имели опыт в таких областях, как боевые искусства, владение оружием и знание взрывчатых веществ.
На основе данной серии (как и последующих) было создано множество мультсериалов и комиксов. Персонажи G.I. Joe были представлены в Национальном зале славы игрушек на The Strong в Рочестере, штат Нью-Йорк, в 2003 году.